# 新井希寧
新井 希寧（あらい ねね、2004年2月20日 - ）は、日本の女子バスケットボール選手である。ポジションはシューティングガード。Wリーグの新潟アルビレックスBBラビッツ所属。

## 来歴
青森県出身。
柴田学園高校でインターハイ・ウィンターカップを経験。
2022年、新潟アルビレックスBBラビッツに加入。